# Крістбурзький договір
Крістбурзький договір — мирна угода, підписана 2 лютого 1249 в місті Крістбург (сучасний Дзежґонь, Польща) між поганськими Прусськими кланами, яких представляв папський легат, і Тевтонським орденом. Договір підбив підсумки першого прусського повстання,, проте його вимоги не виконувались, особливо враховуючи битву під Крюккеном в листопаді 1249 року, після якої пруссаки убили та замучили до смерті 54 лицарів, які здались. Угода гарантувала особисті права всім пруссакам, які прийняли християнство, проте не зробила нічого для встановлення миру, оскільки багато пруссаків відмовились приймати нову віру, а лицарі присяглись викорінити поганство. Угода є одним з небагатьох документів, які збереглись донині, що свідчить про релігійну напруженість в регіоні поганської Пруссії.

## Історія
1230 року тевтонські лицарі оселились у Хелмінській землі та почали свій хрестовий похід проти поганської Пруссії. До 1241 року п'ять із семи головних Прусських кланів здались лицарям. Після цього спалахнуло повстання. Пруссаки уклали союз зі Святополком Померанським, польським герцогом, який посварився з лицарями через спадкування влади в Померанії. Спочатку успіхи були на боці повстанців, а лицарям удалось утримати тільки п'ять найсильніших замків. Однак, Святополк після кількох поразок був змушений укласти мир. Після цього з Німеччини прибули суттєві підкріплення, і повстання було придушено.
До 1246 року папа Іннокентій IV призначив священика, Якоба Льєзького, майбутнього папу Урбана IV, посередником у конфлікті й доручив йому провести мирні перемовини. Втім, він не міг виконати завдання до 1248 року. У вересні Святополк погодився на перемир'я та підписав остаточну мирну угоду 24 листопада 1248. Пруссакам, які втратили наймогутнішого союзника, довелось погодитись на перемовини. Оскільки папа вважав себе сюзереном пруссаків, його легат підписав йгоду від особи останніх. Хоча з умовами договору погодились тільки помезанці, його також було підписано від імені вармійців і натангів. Угоду було підписано в Крістбурзі (нині Дзежґонь), який було зведено на місці головної помезанської фортеці, яку лицарі захопили напередодні Різдва 1247 року.

## Умови
Преамбула підкреслювала, що тевтонські лицарі порушили обітницю, дану попереднім папам, поважати місцевих жителів — нових вірян, та гарантувати їхню свободу. Угода не торкалась політичної ситуації, проте гарантував особисті права тим, хто перейшов до нової віри. Пруссаки мали право спадкувати, купувати й обмінювати рухоме й нерухоме майно. Продаж нерухомості був можливим тільки між представниками однієї національності, проте лицарі мали право на частину прибутків. Майно могло переходити у спадщину тепер не тільки до синів, як раніше, але й дочкам та іншим родичам. Значна увага в угоді приділялась правам власності, які лицарі часто порушували. Ті, хто прийняв християнство, мали можливість стати священиками або ченцями, особи ж шляхетного походження мали шанс навіть стати лицарями Тевтонського ордена. Також пруссаки отримували право виступати в судах (релігійних і світських) відповідно до польських законів. Права гарантувались тільки до тієї пори, доки людина додержувалась християнських звичаїв та не грішила, що припускало значні зловживання з боку лицарів.
Пруссакам було заборонено мати більше однієї дружини, і тільки шлюб, укладений за християнською традицією, вважався законним.
Пруссаки мали відновити тринадцять церков у помезанії, шість у Вармії і три в Натангії, а також забезпечувати їх продовольством упродовж півроку. Церкви були настільки красивими, що пруссаки віддали перевагу молитись у них, ніж у лісах. Вони також були зобов'язані сплачувати щорічну десятину зерном, а також брати участь у походах тевтонців із власною зброєю. Союзи проти лицарів було заборонено.

## Наслідки
Оскільки умови договору не задовольняли потреб тих, хто не бажав приймати християнство, бойові дії знову відновились. В листопаді 1249 року тевтонці зазнали значної поразки під Крюккеном, після чого пруссаки набули репутації безчесних, нецивілізованих людей. Зрештою, війна завершилась 1253 року, і деякі джерела називають цю дату завершенням першого прусського повстання. Тоді було підписано нову угоду, а договір в Крістбурзі так і залишився цікавим історичним документом.